# Danh sách đĩa đơn quán quân năm 1955 (Mỹ)
Đây là danh sách đĩa đơn đứng đầu của Hoa Kỳ trong năm 1955, được xuất bản trong tạp chí âm nhạc Billboard. Trước khi bảng liệt kê Hot 100 được phát hành chính thức vào tháng 8/1958, bảng xếp hạng Billboard đưa ra các đánh giá khác nhau vào mỗi tuần. Năm 1955 chỉ có ba loại bảng xếp hạng, đến tháng 11/1955 mới thêm bảng xếp hạng thứ 4:
1. Bán chạy nhất (Bestseller) - Bảng xếp hạng các đĩa đơn bán chạy nhất tại các đại lý bán lẻ, dựa trên thông tin cung cấp bởi các cửa hàng được khảo sát trên toàn Hoa Kỳ.
2. Phát trên làn sóng phát thanh (được các DJ sử dụng nhiều nhất) - Bảng xếp hạng các bài hát được phát thanh trên hầu hết các đài phát thanh Hoa Kỳ, dựa trên thông tin cung cấp bởi các DJ và các đài phát thanh.
3. Jukebox (được các máy phát nhạc tự động Jukebox mở nhiều nhất[1]) - Bảng xếp hạng các bài được chơi nhiều nhất bằng máy jukeboxe trên toàn nước Mỹ.
4. Top 100 - Bảng xếp hạng này kết hợp giữa hoạt động bán hàng phát thanh, và cũng chính là một phiên bản đầu tiên của bảng xếp hạng Hot 100.

| Ngày  | Bestseller                                      | Phát trên làn sóng phát thanh                   | Jukebox                                         | Top 100                                   |
| 1.1   | Mr. Sandman The Chordettes                      | Let Me Go, Lover Joan Weber                     | Mr. Sandman The Chordettes                      | -                                         |
| 8.1   | Mr. Sandman The Chordettes                      | Mr. Sandman The Chordettes                      | Mr. Sandman The Chordettes                      | -                                         |
| 15.1  | Mr. Sandman The Chordettes                      | Let Me Go, Lover Joan Weber                     | Let Me Go, Lover Joan Weber                     | -                                         |
| 22.1  | Let Me Go, Lover Joan Weber                     | Mr. Sandman The Chordettes                      | Let Me Go, Lover Joan Weber                     | -                                         |
| 29.1  | Let Me Go, Lover Joan Weber                     | Let Me Go, Lover Joan Weber                     | Let Me Go, Lover Joan Weber                     | -                                         |
| 5.2   | Hearts of Stone Fontane Sisters                 | Let Me Go, Lover Joan Weber                     | Let Me Go, Lover Joan Weber                     | -                                         |
| 12.2  | Sincerely McGuire Sisters                       | Sincerely McGuire Sisters                       | Hearts of Stone Fontane Sisters                 | -                                         |
| 19.2  | Sincerely McGuire Sisters                       | Sincerely McGuire Sisters                       | Hearts of Stone Fontane Sisters                 | -                                         |
| 26.2  | Sincerely McGuire Sisters                       | Sincerely McGuire Sisters                       | Hearts of Stone Fontane Sisters                 | -                                         |
| 5.3   | Sincerely McGuire Sisters                       | Sincerely McGuire Sisters                       | Sincerely McGuire Sisters                       | -                                         |
| 12.3  | Sincerely McGuire Sisters                       | Sincerely McGuire Sisters                       | Sincerely McGuire Sisters                       | -                                         |
| 19.3  | Sincerely McGuire Sisters                       | Sincerely McGuire Sisters                       | Sincerely McGuire Sisters                       | -                                         |
| 26.3  | Ballad of Davy Crockett Bill Hayes              | Sincerely McGuire Sisters                       | Sincerely McGuire Sisters                       | -                                         |
| 2.4   | Ballad of Davy Crockett Bill Hayes              | Sincerely McGuire Sisters                       | Sincerely McGuire Sisters                       | -                                         |
| 9.4   | Ballad of Davy Crockett Bill Hayes              | Sincerely McGuire Sisters                       | Sincerely McGuire Sisters                       | -                                         |
| 16.4  | Ballad of Davy Crockett Bill Hayes              | Sincerely McGuire Sisters                       | Sincerely McGuire Sisters                       | -                                         |
| 23.4  | Ballad of Davy Crockett Bill Hayes              | Ballad of Davy Crockett Bill Hayes              | Ballad of Davy Crockett Bill Hayes              | -                                         |
| 30.4  | Cherry Pink and Apple Blossom White Pérez Prado | Ballad of Davy Crockett Bill Hayes              | Ballad of Davy Crockett Bill Hayes              | -                                         |
| 7.5   | Cherry Pink and Apple Blossom White Pérez Prado | Ballad of Davy Crockett Bill Hayes              | Ballad of Davy Crockett Bill Hayes              | -                                         |
| 14.5  | Cherry Pink and Apple Blossom White Pérez Prado | Unchained Melody Les Baxter                     | Dance With Me Henry (Wallflower) Georgia Gibbs  | -                                         |
| 21.5  | Cherry Pink and Apple Blossom White Pérez Prado | Cherry Pink and Apple Blossom White Pérez Prado | Dance With Me Henry (Wallflower) Georgia Gibbs  | -                                         |
| 28.5  | Cherry Pink and Apple Blossom White Pérez Prado | Cherry Pink and Apple Blossom White Pérez Prado | Dance With Me Henry (Wallflower) Georgia Gibbs  | -                                         |
| 4.6   | Cherry Pink and Apple Blossom White Pérez Prado | Unchained Melody Les Baxter                     | Cherry Pink and Apple Blossom White Pérez Prado | -                                         |
| 11.6  | Cherry Pink and Apple Blossom White Pérez Prado | Cherry Pink and Apple Blossom White Pérez Prado | Cherry Pink and Apple Blossom White Pérez Prado | -                                         |
| 18.6  | Cherry Pink and Apple Blossom White Pérez Prado | Cherry Pink and Apple Blossom White Pérez Prado | Cherry Pink and Apple Blossom White Pérez Prado | -                                         |
| 25.6  | Cherry Pink and Apple Blossom White Pérez Prado | Cherry Pink and Apple Blossom White Pérez Prado | Cherry Pink and Apple Blossom White Pérez Prado | -                                         |
| 2.7   | Cherry Pink and Apple Blossom White Pérez Prado | Cherry Pink and Apple Blossom White Pérez Prado | Cherry Pink and Apple Blossom White Pérez Prado | -                                         |
| 9.7   | Rock Around the Clock Bill Haley & His Comets   | Learning the Blues Frank Sinatra                | Cherry Pink and Apple Blossom White Pérez Prado | -                                         |
| 16.7  | Rock Around the Clock Bill Haley & His Comets   | Rock Around the Clock Bill Haley & His Comets   | Cherry Pink and Apple Blossom White Pérez Prado | -                                         |
| 23.7  | Rock Around the Clock Bill Haley & His Comets   | Rock Around the Clock Bill Haley & His Comets   | Cherry Pink and Apple Blossom White Pérez Prado | -                                         |
| 30.7  | Rock Around the Clock Bill Haley & His Comets   | Learning the Blues Frank Sinatra                | Rock Around the Clock Bill Haley & His Comets   | -                                         |
| 6.8   | Rock Around the Clock Bill Haley & His Comets   | Rock Around the Clock Bill Haley & His Comets   | Rock Around the Clock Bill Haley & His Comets   | -                                         |
| 13.8  | Rock Around the Clock Bill Haley & His Comets   | Rock Around the Clock Bill Haley & His Comets   | Rock Around the Clock Bill Haley & His Comets   | -                                         |
| 20.8  | Rock Around the Clock Bill Haley & His Comets   | Rock Around the Clock Bill Haley & His Comets   | Rock Around the Clock Bill Haley & His Comets   | -                                         |
| 27.8t | Rock Around the Clock Bill Haley & His Comets   | Rock Around the Clock Bill Haley & His Comets   | Rock Around the Clock Bill Haley & His Comets   | -                                         |
| 3.9   | Yellow Rose of Texas Mitch Miller               | Yellow Rose of Texas Mitch Miller               | Rock Around the Clock Bill Haley & His Comets   | -                                         |
| 10.9  | Yellow Rose of Texas Mitch Miller               | Yellow Rose of Texas Mitch Miller               | Rock Around the Clock Bill Haley & His Comets   | -                                         |
| 17.9  | Yellow Rose of Texas Mitch Miller               | Yellow Rose of Texas Mitch Miller               | Ain't That a Shame Pat Boone                    | -                                         |
| 24.9  | Yellow Rose of Texas Mitch Miller               | Yellow Rose of Texas Mitch Miller               | Ain't That a Shame Pat Boone                    | -                                         |
| 1.10  | Yellow Rose of Texas Mitch Miller               | Yellow Rose of Texas Mitch Miller               | Yellow Rose of Texas Mitch Miller               | -                                         |
| 8.10  | Love Is a Many-Splendored Thing Four Aces       | Yellow Rose of Texas Mitch Miller               | Yellow Rose of Texas Mitch Miller               | -                                         |
| 15.10 | Yellow Rose of Texas Mitch Miller               | Love Is a Many-Splendored Thing Four Aces       | Yellow Rose of Texas Mitch Miller               | -                                         |
| 22.10 | Love Is a Many-Splendored Thing Four Aces       | Love Is a Many-Splendored Thing Four Aces       | Yellow Rose of Texas Mitch Miller               | -                                         |
| 29.10 | Autumn Leaves Roger Williams                    | Love Is a Many-Splendored Thing Four Aces       | Yellow Rose of Texas Mitch Miller               | -                                         |
| 5.11  | Autumn Leaves Roger Williams                    | Love Is a Many-Splendored Thing Four Aces       | Yellow Rose of Texas Mitch Miller               | -                                         |
| 12.11 | Autumn Leaves Roger Williams                    | Love Is a Many-Splendored Thing Four Aces       | Love Is a Many-Splendored Thing Four Aces       | Love Is a Many-Splendored Thing Four Aces |
| 19.11 | Autumn Leaves Roger Williams                    | Love Is a Many-Splendored Thing Four Aces       | Love Is a Many-Splendored Thing Four Aces       | Love Is a Many-Splendored Thing Four Aces |
| 26.11 | Sixteen Tons Tennessee Ernie                    | Sixteen Tons Tennessee Ernie                    | Love Is a Many-Splendored Thing Four Aces       | Love Is a Many-Splendored Thing Four Aces |
| 3.12  | Sixteen Tons Tennessee Ernie                    | Sixteen Tons Tennessee Ernie                    | Sixteen Tons Tennessee Ernie                    | Sixteen Tons Tennessee Ernie              |
| 10.12 | Sixteen Tons Tennessee Ernie                    | Sixteen Tons Tennessee Ernie                    | Sixteen Tons Tennessee Ernie                    | Sixteen Tons Tennessee Ernie              |
| 17.12 | Sixteen Tons Tennessee Ernie                    | Sixteen Tons Tennessee Ernie                    | Sixteen Tons Tennessee Ernie                    | Sixteen Tons Tennessee Ernie              |
| 24.12 | Sixteen Tons Tennessee Ernie                    | Sixteen Tons Tennessee Ernie                    | Sixteen Tons Tennessee Ernie                    | Sixteen Tons Tennessee Ernie              |
| 31.12 | Sixteen Tons Tennessee Ernie                    | Sixteen Tons Tennessee Ernie                    | Sixteen Tons Tennessee Ernie                    | Sixteen Tons Tennessee Ernie              |